# استاری شارداک
استاری شارداک (انگلیسی: Stary Shardak) یک شهرک در شهرستان تاتیشلینسکی استان باشقیرستان کشور روسیه است.